# Соматична гібридизація
Соматична гібридизація — злиття двох або кількох соматичних клітин (нестатевих) в одну клітину. Може відбуватися у живому організмі або при штучному культивуванні клітин. Експериментальним шляхом можна сполучити в одній клітині різні геноми, що належать до найвіддаленіших у систематичному відношенні організмів, між якими статева гібридизація неможлива.